# Cacuciu Nou
Cacuciu Nou (węg. Magyarkakucs) – wieś w Rumunii, w okręgu Bihor, w gminie Măgești. W 2011 roku liczyła 340 mieszkańców.